# Oh My God (Guns N' Roses)
Oh My God è una canzone dei Guns N' Roses. Fa parte della colonna sonora del film Giorni contati (1999).

## La canzone
È stata incisa da Axl Rose, Tommy Stinson, Dizzy Reed, Paul Tobias, Robin Finck, Chris Pittman e Josh Freese, ed è stata pubblicata come singolo nel 1999. Vi hanno collaborato anche Dave Navarro e Gary Sunshine.
"Oh My God" è stata suonata dal vivo solo quattro volte, nel 2001. In un'intervista con Tom Anderson nel 2003, Richard Fortus ha detto che voleva usare la sua chitarra Anderson Baritom in un tour successivo per suonare il brano . Tuttavia il brano non è mai stato suonato live dal 2001, nonostante fosse presente nelle immagini delle setlist (tuttavia mai confermate come ufficiali). Raramente la band, dal 2002 ad oggi, ha suonato la canzoni ai soundcheck.